# Trois serments
Le midrash des trois serments (hébreu : מדרש שלוש השבועות midrash shlosh hashvouot) est un récit talmudique selon lequel Dieu aurait réglé les relations entre Juifs et Gentils en leur faisant jurer trois serments, dont celui de ne pas revenir « en muraille » en terre d'Israël.
Il est principalement connu pour être au cœur d'un débat théologique entre diverses factions du monde juif orthodoxe, les uns y voyant une condamnation sévère du projet sioniste, les autres y trouvant sa justification.

## Texte et contexte
Selon la dernière mishna (article de loi) du traité Ketoubot, un époux peut forcer son épouse (et inversement) à partir pour aller vivre en terre d'Israël. 
La Guemara babylonienne (Ve siècle) élaborant sur cette clause cite un certain nombre d'arguments en faveur de l'opinion exprimée dans la mishna. Rav Zeira (des Amoraïm), qui souhaite monter en terre d'Israël, polémique alors avec Rav Yehouda tenant de la position inverse, qui estime que l'émigration vers la terre d'Israël depuis Babylone (le principal centre de peuplement juif à l'époque) enfreint la Bible elle-même.
Rav Yehouda cite à l'appui de son opinion trois versets séparés du Cantique des Cantiques (2:7 , 3:5 et 8:4) qui contiennent deux adjurations similaires (une autre se retrouve aussi dans le verset 5:8, que Rav Yehouda ne cite pas) :

« Je vous en conjure, ô filles de Jérusalem, par les biches et les gazelles des champs : n'éveillez pas, ne provoquez pas l'amour, avant qu'il le veuille. 
 Je vous en conjure, ô filles de Jérusalem, par les biches ou les gazelles des champs : n'éveillez pas, ne provoquez pas l'amour, avant qu'il le veuille !
Je vous conjure, filles de Jérusalem, n'éveillez pas, ne provoquez pas l'amour avant qu'il le veuille. »

La Guemara cite alors l'enseignement de (en)Rabbi Yossi ben Hanina :

« Quel est le but de ces trois adjurations ? Un, qu'Israël ne montera pas en muraille. Deux, le Saint, béni soit-Il, a fait jurer à Israël de ne pas se rebeller contre les nations du monde. Trois, le Saint, béni soit-Il, a fait jurer aux nations de ne pas opprimer Israël trop durement. »

La Guemara se conclut par un avertissement de Rabbi Eléazar [Lequel ?]: « Le Saint, béni soit-Il, a dit à Israël : si vous tenez ce serment, tant mieux, sinon Je laisserai vos chairs [à la merci de tous] comme les gazelles et les biches des champs ».
Cette exégèse des versets du Cantique découle largement de l'interprétation traditionnelle de ce Livre, considéré dans son entièreté comme une allégorie de la relation entre Dieu et le peuple juif. Des midrashim analogues se trouvent d'ailleurs dans le Cantiques Rabba (volume du Midrash Rabba recueillant les exégèses sur le Cantique des Cantiques) :
- R. Yossi bar Hanina (des Amoraïm) dit : « Il y a deux serments ici, l'un pour Israël et l'autre pour les nations. Israël a juré de ne pas se rebeller contre les nations et les nations ont juré qu'elles ne seraient pas un fardeau pour Israël, afin de ne pas faire venir la rédemption prématurément »[2]
- Lorsque Resh Lakish (IIIe siècle) voyait des Juifs de la diaspora dans un marché en terre d'Israël, il leur disait : « Dispersez-vous. » Il leur disait : « Lorsque vous êtes montés, ce n'était pas comme une muraille, or là, vous venez de le faire. »[3]
- Rabbi Helbo (IIIe siècle) dit : « … Et ne pas monter comme un mur de l'exil : pourquoi le Roi Messie viendra-t-il ? Pour recueillir les exilés d'Israël. »[4]

## Interprétations dumidrash
Le Talmud n'ayant pas statué à ce sujet, la question de savoir si les trois serments ont force de loi ou sont un simple récit talmudique à partir duquel on ne peut pas légiférer reste ouverte. La controverse initiée par les docteurs du Talmud se perpétue et se reproduit parfois au cours des ères et générations, entre autorités médiévales et ultérieures, jusqu'à nos jours.

### Auteurs médiévaux
Moïse Maïmonide (XIIe siècle) invoque les trois serments dans sa lettre à l'attention des Juifs du Yémen pour enjoindre à ses destinataires de demeurer dans le pays en dépit des persécutions qu'ils y subissent. Il paraît accorder à ces serments une créance absolue, y voyant l'intention première du roi « Salomon, de mémoire bénie (auteur du Cantique selon la tradition rabbinique) » qui avait « prévu, par inspiration divine, que la durée prolongée de l'exil inciterait certains à tenter d'y mettre fin avant l'heure ».
Nahmanide (XIIIe siècle) ne mentionne pas explicitement les trois serments mais il semble les avoir considérés comme le fruit d'une exégèse homilétique ou tout au moins, sans valeur absolue sur le plan de la Loi juive. Il soutient en effet qu'il incombe aux Juifs de chaque génération de tenter de conquérir la terre que Dieu a donnée aux Patriarches, en vertu de Nombres 33:53 (« Vous conquerrez ainsi le pays et vous vous y établirez car c'est à vous que je le donne à titre de possession »).
Quelques générations plus tard, Bahya ben Asher (XIIIe-XIVe siècle) contredit Nahmanide, écrivant dans son commentaire sur Genèse 32:7 que si « nous sommes tenus de cheminer sur la voie des Patriarches, en nous perfectionnant, en accueillant avec hospitalité et en priant Dieu, qu'Il soit exalté, … nous ne pouvons déclarer la guerre, ainsi qu'il est dit : je vous en conjure, ô filles de Jérusalem – c'est un serment de ne pas s'engager dans une guerre contre les nations ».
Le Rashbash (XVe siècle) tente une réconciliation entre Maïmonide et Nahmanide, déclarant que la conquête de la terre d'Israël est bien une prescription biblique mais qu'elle s'applique uniquement à l'individu et non à la collectivité (car alors, ce serait « monter comme une muraille »).

### Auteurs ultérieurs
Rabbi Haïm Vital (XVIe-XVIIe siècle), disciple d'Isaac Louria, affirme au nom d'une baraïta (tradition orale) consignée dans les Pirkei Heikhalot, que la période des trois serments a expiré mille ans après le début de l'exil. Son contemporain praguois, le Maharal (XVIe siècle), affirme d'une part la force de ces serments dans son Netzah Israël sur le messianisme, car même menacés d'être mis à mort ou torturés, les Juifs ne quitteraient pas l'exil et ne changeraient pas leurs manières. Cependant, il écrit dans son commentaire talmudique sur le passage des trois serments que « Dieu empêche Israël de monter comme un mur mais s'il est possible de le faire, c'est un signe que le décret divin est annulé ».
D'autre part, le commentateur Yaakov Yehoushoua Falk (1680-1756) conteste l'autorité du midrash car « les aggadot sont divisées » (divers récits se contredisent mutuellement, de sorte qu'aucun n'est à privilégier). R'Pinchas Horowitz (XVIIIe siècle) émet l'opinion que la portée des serments était restreinte à Babylone mais non à exil en général. Le Gaon de Vilna estime, lui, que les serments n'interdisent aux Juifs de retourner en terre d'Israël que si leur but est de construire le Troisième Temple. Diverses voix se font entendre pour réaffirmer le désir de retourner en terre d'Israël, dont celle de (en)Yehoshoua de Kutna (XIXe siècle) et celle du Hafetz Haïm (XIXe-XXe siècle). Selon le témoignage du fils de ce dernier, il n'aurait jamais mentionné les trois serments.

### Auteurs contemporains
Le midrash des trois serments prend une importance nouvelle avec l'émergence du sionisme, mouvement laïc contemporain du Printemps des peuples, qui préconise la renaissance du peuple juif sur son foyer national.
Il rencontre de prime abord une hostilité généralisée du monde juif pratiquant, laquelle s'exprime de manière particulièrement radicale chez le R'Sholom Dovber Schneersohn (XIXe-XXe siècle) de Loubavitch puis dans le hassidisme de Satmar. Son dirigeant spirituel Joël Teitelbaum (XXe siècle) consacre un ouvrage entier, Vayoël Moshe, à la délégitimation du projet sioniste. Le midrash des trois serments y occupe une place prépondérante : l'auteur adopte la position du Rashbash en l'interprétant comme une condamnation du sionisme, cite l'épître au Yémen de Maïmonide et le Netzah Israël du Maharal en faveur du caractère obligatoire des trois serments (il souligne que le Maharal considère ces serments inviolables, même sous peine de mort), qualifie tout Juif qui n'y souscrirait pas d'hérétique et va jusqu'à attribuer la responsabilité de la Shoah aux sionistes qui auraient violé les deux serments que Dieu a, selon le midrash, fait jurer aux Juifs. 
Le Vayoël Moshe est devenu depuis un livre de référence pour les opposants théologiques au sionisme, qu'ils appartiennent à la mouvance Satmar ou non, comme les Netourei Karta.
L'attitude du monde juif traditionnel s'est en effet nuancée par rapport au sionisme avec le temps : certains ont, sous l'impulsion du Rav Kook (1865-1935), intégré les doctrines du sionisme laïc compatibles avec la tradition ; d'autres préfèrent demeurer asionistes, n'adhérant ni aux thèses du sionisme religieux ni à celles du Rebbe de Satmar.
Parmi ces derniers, le Rav Hayim Walkin (1945-2022), figure éminente du judaïsme haredi en Israël, conteste l'utilisation faite de l'épître au Yémen dans le Vayoël Moshe. Il fait remarquer que l'obligation de se conformer aux trois serments n'apparaît ni dans les œuvres législatives antérieures à Maïmonide ni dans son propre code, le Mishne Torah (il y stipule a contrario que vivre en terre d'Israël est une obligation et en partir sans raison valable un péché). Le Rav Walkin est d'avis que Maïmonide utilise, ainsi que ses propres termes le suggèrent, les trois serments de manière imagée et allégorique (al derekh mashal) et que tout importants qu'ils soient, il ne leur accordait pas un caractère d'obligation inviolable.
Divers penseurs du sionisme religieux insistent sur le caractère aggadique du midrash et, partant, de son absence de valeur législative, d'autant que « les aggadot sont divisées ».
Par ailleurs, en admettant qu'il faille accorder au midrash une importance sur le plan légal :
- la Aliyah s'est historiquement déroulée en plusieurs étapes et pacifiquement (jusqu'à la guerre d'indépendance en 1948). Or, selon Rachi (XIe siècle), l'interdiction de monter « comme un mur » signifiait monter « en masse et armés » ; les Juifs (sionistes y compris) n'ont donc rien enfreint.
- le R'Haïm Zimmerman (1914-1995) explique, en tentant de concilier les trois serments avec la position du Ramban[7], que si les trois serments interdisent la « conquête en masse, » ce n'est pas le cas si les Juifs immigrent d'abord (individuellement ou en groupes) et conquièrent ensuite[23].
- diverses autorités se prononcent en faveur de la reconquête de la terre d'Israël à l'heure actuelle, dont R' Hayim Vital (1542-1620)[11], le Gaon de Vilna (XVIIIe siècle)[16], etc. De plus, le Hafetz Hayim (1839-1933) qui n'était pas partisan du sionisme n'a pas invoqué les trois serments pour le discréditer[18].
- en admettant que les trois serments demeurent actuels et obligatoires, la Loi juive stipule que si l'un des partis le viole, l'autre n'est plus tenu de le respecter[24]. Or, les nations ont persécuté le peuple d'Israël plus que durement ou n'ont pu l'empêcher.
À l'argument du R' Teitelbaum, qui cite l'opinion du Maharal dans Netzah Israël, selon laquelle même en temps de persécutions, les Juifs devraient rester en exil, ses adversaires idéologiques opposent le commentaire du Maharal sur Ketoubot (que le Vayoël Moshe ne mentionne nulle part) où il écrit que le simple fait d'une présence massive des Juifs sur la terre d'Israël indiquerait que le décret divin garanti par les trois serments a pris fin[13]. 
Une autre réponse encore est celle de R'Meïr Simha de Dvinsk (1843-1926) qui considérait la déclaration Balfour de 1917 comme une preuve de l'aval des Gentils au retour des Juifs sur la terre d'Israël (les antisionistes jugent cette réponse nulle et non avenue, estimant que la « permission des nations » évoquée par le R' Meïr Simha devrait être celle des nations qui occupaient la terre d'Israël avant l'arrivée des sionistes[25]).

Les tenants de l'anti-sionisme juif comme la dynastie hassidique de Satmar par exemple, avancent les arguments suivants[réf. souhaitée] :
- Les serments sont entre le peuple juif et Dieu, et les gentils, et Dieu, respectivement. Le fait que les gentils violent leur serment ne signifie pas implicitement que le peuple juif soit libre de le violer.
- Vivre en Eretz Israel n'est pas une mitsva générale pour la collectivité, mais uniquement sur l'individu.
- La Déclaration Balfour n'a jamais couvert l'assermentation.
- L'État d'Israël a étendu ses frontières au-delà des zones mandatées par les Nations unies et ont ainsi élargi les frontières sans l'autorisation de l'Organisation des Nations.
- Que les Nations unies aient approuvé la création de l'État d'Israël ne constitue pas la permission des nations du monde. La Halakha n'attache aucune valeur significative à l'Organisation des Nations unies. L'approbation pertinente ne devrait être que celle des pays concernés, en l'occurrence, les Arabes dont les Palestiniens.